# Deleni (okręg Gorj)
Deleni – wieś w Rumunii, w okręgu Gorj, w gminie Plopșoru. W 2011 roku liczyła 265 mieszkańców.